# H. Clay Van Voorhis

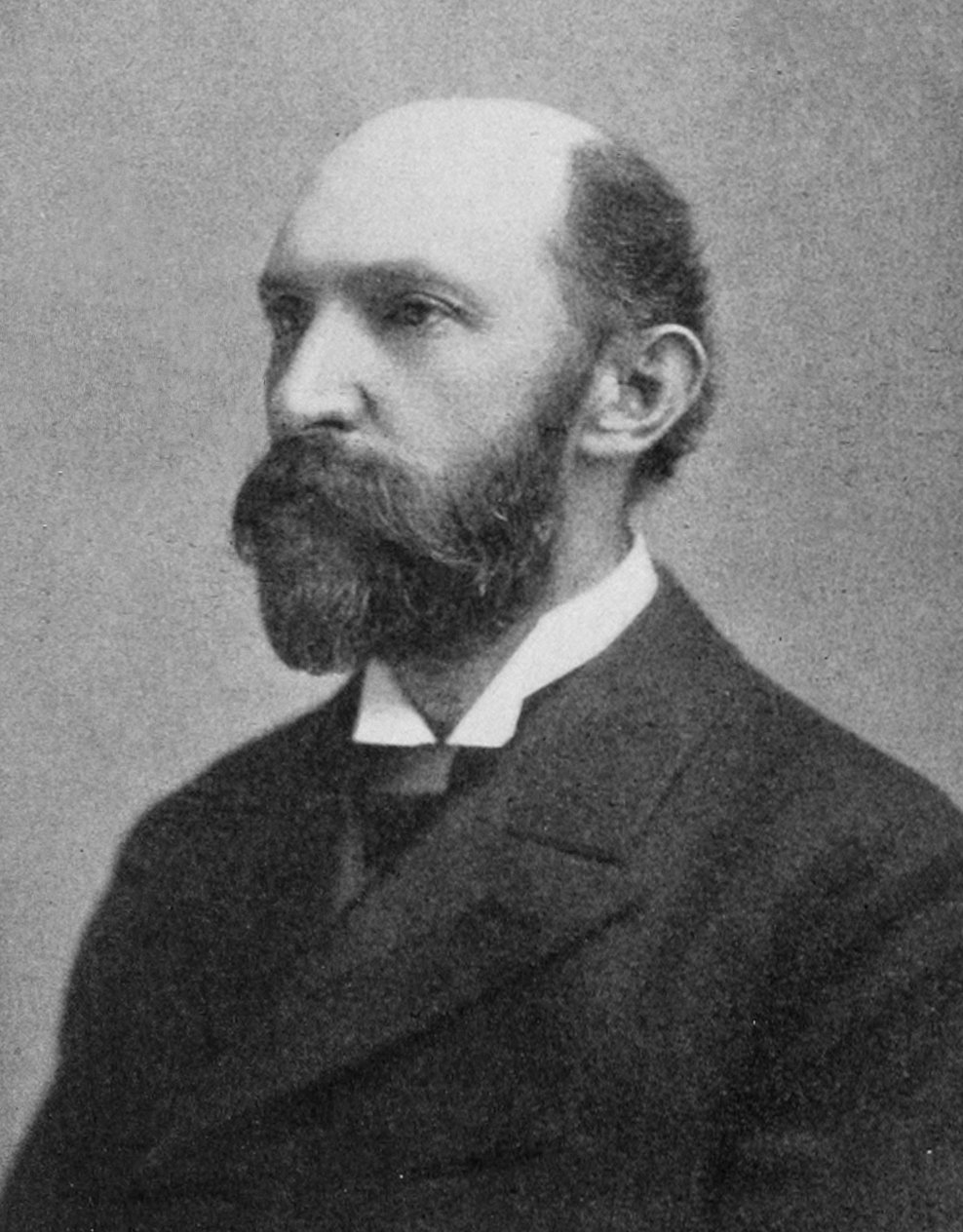
H. Clay Van Voorhis

Henry Clay Van Voorhis (* 11. Mai 1852 in Nashport, Muskingum County, Ohio; † 12. Dezember 1927 in Zanesville, Ohio) war ein US-amerikanischer Politiker. Zwischen 1893 und 1905 vertrat er den Bundesstaat Ohio im US-Repräsentantenhaus.

## Leben
Clay Van Voorhis besuchte die öffentlichen Schulen seiner Heimat und danach die Denison University in Granville. Nach einem anschließenden Jurastudium an der Cincinnati Law School und seiner Zulassung als Rechtsanwalt begann er ab 1875 in Zanesville in diesem Beruf zu arbeiten. Gleichzeitig schlug er als Mitglied der Republikanischen Partei eine politische Laufbahn ein. In den Jahren 1884 und 1916 nahm er als Delegierter an den jeweiligen Republican National Conventions teil. Von 1885 bis 1893 war er Präsident der Citizens’ National Bank of Zanesville.
Bei den Kongresswahlen des Jahres 1892 wurde Van Voorhis im 15. Wahlbezirk von Ohio in das US-Repräsentantenhaus in Washington, D.C. gewählt, wo er am 4. März 1893 die Nachfolge von Michael D. Harter antrat. Nach fünf Wiederwahlen konnte er bis zum 3. März 1905 sechs Legislaturperioden im Kongress absolvieren. In diese Zeit fiel der Spanisch-Amerikanische Krieg von 1898. Während seiner Zeit im Kongress gehörte Voorhis dem Committee on Appropriations an. Im Jahr 1904 verzichtete er auf eine weitere Kandidatur.
Ab 1905 war Clay Van Voorhis erneut Präsident der Citizens’ National Bank of Zanesville. Außerdem fungierte er als Kurator des Marietta College. Er starb am 12. Dezember 1927 in Zanesville, wo er auch beigesetzt wurde. Mit seiner Fray Mary hatte er fünf Kinder.